# Amphiura beringiana
Amphiura beringiana är en ormstjärneart som beskrevs av Margarita Baranova 1954. Amphiura beringiana ingår i släktet Amphiura och familjen trådormstjärnor. Inga underarter finns listade i Catalogue of Life.